# Apaturina elzunia
Apaturina elzunia är en fjärilsart som beskrevs av Felix Bryk 1938. Apaturina elzunia ingår i släktet Apaturina och familjen praktfjärilar. Inga underarter finns listade i Catalogue of Life.